# Sisobandrao (Mandrehe Barat)
Sisobandrao is een bestuurslaag in het regentschap Nias Barat van de provincie Noord-Sumatra, Indonesië. Sisobandrao telt 530 inwoners (volkstelling 2010).